# Verzorgingsplaats De Zuidpunt
Verzorgingsplaats De Zuidpunt is een verzorgingsplaats, in de Nederlandse provincie Zuid-Holland, gelegen aan de A16 Rotterdam-Breda, net ten noorden van de Moerdijkbruggen in de gemeente Dordrecht.
Deze verzorgingsplaats ligt in de polder Zuidpunt op het Eiland van Dordrecht. Het tankstation op deze verzorgingsplaats is van Shell. Voorheen was dit Texaco zoals te zien op de foto. Op deze verzorgingsplaats bevindt zich sinds 2015 ook een oplaadpunt voor elektrische auto's.

## Oorlogsmonument
Op verzorgingsplaats De Zuidpunt stond voorheen naast het huidige oplaadpunt voor elektrische auto's een oorlogsmonument ter herdenking van de omgekomen bemanning van de Nederlandse Fokker T-5 856 bommenwerper; deze werd op 13 mei 1940 door de Duitsers neergeschoten bij een poging om de Moerdijkbruggen te bombarderen. Ben Swagerman, de commandant van het toestel, ontving postuum de Militaire Willems-Orde. Begin 2015 is dit monument verplaatst naar de parallel aan de verzorgingsplaats lopende Rijksstraatweg. 

## Trivia
In de plannen voor een "Nieuwe Dordtse Biesbosch" behoudt de polder Zuidpunt een agrarische bestemming.